# McDonnell Douglas DC-9
O McDonnell Douglas DC-9 é uma antiga aeronave bimotor a jato de médio porte, projetada e fabricada a partir da década de 1960 pela então Douglas Aircraft Company (posteriormente McDonnell Douglas) para uso na aviação comercial no transporte doméstico de passageiros. Ela tem dois motores Pratt & Whitney JT8D na parte traseira, fixados no cone de cauda e tem empenagem com dois estabilizadores, que são o estabilizador vertical, e fixado nele o estabilizador horizontal, que formam a cauda em T.
O projeto desta aeronave foi utilizado posteriormente como base pela Douglas Aircraft Company / McDonnell Douglas e pela Boeing para dar origem aos modelos da série MD-80, MD-90 e Boeing 717, produzidos até a década de 2000.
Toda essa família de aeronaves bimotoras para uso no transporte comercial de passageiros, incluindo os derivados com motorização turbofan, é um dos maiores sucessos de vendas da aviação, com mais de 2.400 (A família DC-9 foi produzida em 2441 unidades: 976 DC-9, 1191 MD-80, 116 MD-90 e 155 Boeing 717) unidades produzidas, mas no Brasil, curiosamente, esses modelos não tiveram praticamente nenhuma penetração de mercado, e até os dias atuais, tenta-se entender o porquê disso...
A Douglas Aircraft utilizou o projeto do antigo jato comercial quadrimotor DC-8 para dar origem ao bimotor DC-9, mas os aspectos externos das duas aeronaves são bem diferentes.

## Versões
- DC-9-10: A Série 10 (que é o DC-9 original) era a menor variante. Ele tem 31,8 metros de comprimento e um peso máximo de 37.000 kg (82.000 lbs). Era similar em tamanho e configuração ao BAC 1-11 e apresentava motores na cauda e montados na traseira. A potência foi fornecida por um par de motores Pratt & Whitney JT8D-5 de 14.000 lbf (62 kN) ou JT8D-7 de 12.500  lbf (56 kN). Um total de 137 foram construídos. Entrou em serviço pela Delta Air Lines em 8 de dezembro de 1965.
- DC-9-20: A Série 20 foi projetada para satisfazer uma solicitação da Scandinavian Airlines para melhorar o desempenho de campo curto usando os motores mais potentes e as asas melhoradas do -30 combinadas com a fuselagem mais curta usada no -10. Dez aeronaves da série 20 foram produzidas, todas do modelo -21. A versão foi oficialmente conhecida como "DC-9 Sport" na SAS por seu bom desempenho na subida. Voou pela primeira vez em 18 de setembro de 1968 e certificada pela FAA em 25 de novembro do mesmo ano. Entrou em serviço pela primeira vez na companhia aérea escandinava em 27 de janeiro de 1969.
- DC-9-30: A Série 30 foi produzida para concorrer com o Boeing 737; 662 foram construídos, cerca de 60% do total. O -30 entrou em operação com a Eastern Airlines em fevereiro de 1967 com um trecho de fuselagem de 14 pés e 9,6 m, a envergadura aumentou pouco mais de 0,9 m e lâminas de vanguarda em toda a extensão, melhorando o desempenho de decolagem e pouso. O peso máximo de decolagem foi tipicamente de 110.000 libras (50.000 kg). Os motores para Modelos -31, -32, -33, -34 incluiu a P&W JT8D-7 e JT8D-9 avaliado em 14500 lbf (64 kN) de empuxo, ou JT8D-11 com 15000 lbf (67 kN). Ao contrário da Série 10, a Série 30 tinha dispositivos de ponta para reduzir as velocidades de pouso em pesos de pouso mais altos; Os slats de extensão total reduziram a velocidade de aproximação em 6 nós, apesar do peso maior.

#### Versões do DC-9-30
A série 30 foi construída em quatro sub-variantes principais.
- DC-9-31: Produzido apenas na versão para passageiros. O primeiro DC-9 Série 30 voou em 1 de agosto de 1966 e a primeira entrega foi para a Eastern Airlines em 27 de fevereiro de 1967, após a certificação em 19 de dezembro de 1966. O MTOW (peso máximo de decolagem) básico era de 44.000 kg e posteriormente certificado com o peso de 108.000 libras (49.000 kg ou 49 toneladas).
- DC-9-32: Introduzido no primeiro ano (1967). Certificada em 1º de março de 1967. O MTOW (PMD) básico era de 49.000 kg (108.000 libras), depois aumentou para 50.000 kg (110.000 libras). Várias versões de carga da Série 32 também foram produzidas:
  - 32LWF (Light Weight Freight) com cabine modificada, mas sem porta de carga ou piso reforçado, destinado ao uso de cargueiros.
  - 32CF (Cargueiro conversível), com um piso reforçado, mas mantendo as instalações de passageiros.
  - 32AF (All Freight), um avião de carga sem janelas.

- DC-9-33: Seguindo as Séries 31 e 32, veio a Série 33 para uso de passageiros / carga ou somente carga. Certificado em 15 de abril de 1968, o MTOW da aeronave era de 52.000 kg (116.000 libras), MLW (peso máximo de pouso) para 46.000 kg (102.000 libras) e 43.500 kg (95.500 libras) para o MZFW. JT8D-9 ou -11 (15.000 lbf (67 kN) motores) foram utilizados. A incidência da asa foi aumentada em 1,25 graus para reduzir o arrasto de cruzeiro. Somente 22 foram construídos, como All Freight (AF), Carga Conversível (CF) e Rapid Change (RC).
- DC-9-34: A última variante foi a Série 34, destinada a maior alcance com um MTOW de 121.000 lb (55.000 kg), um MLW de 110.000 lb (50.000 kg) e um MZFW de 98.000 lb (44.000 kg). O DC-9-34CF (Convertible Freighter) foi certificado em 20 de abril de 1976, enquanto o passageiro seguiu em 3 de novembro de 1976. A aeronave tem os mais potentes JT8D-9 com os motores -15 e -17 como opção. Ele teve a mudança de incidência de asa introduzida no DC-9-33. Doze foram construídos, cinco como cargueiros conversíveis.

#### Recursos da série 30
O DC-9-30 foi oferecido com uma seleção de variantes do JT8D incluindo o -1, -7, -9, -11, -15. e -17. O mais comum na Série 31 é o JT8D-7 (impulso de 14.000 lbf (62 kN)), embora também estivesse disponível com os motores −9 e -17. Na Série 32, o JT8D-9 (14.500 lbf (64 kN) de empuxo) era padrão, com o -11 também oferecido. A Série 33 foi oferecida com os motores JT8D-9 ou -11 (15.000 lbf (67 kN)) e o pesado -34 com o JT8D-9, -15 (15.000 lbf (67 kN)) ou -17 (16.000 motores de lbf (71 kN).
- DC-9-40: É a versão mais longa. Com uma fuselagem de 2 m (6 ft 6 in), a acomodação era de até 125 passageiros. A Série 40 foi equipada com motores Pratt & Whitney JT8D com empuxo de 14.500 a 16.000 lbf (64 a 71 kN). Um total de 71 foram produzidos. A variante entrou em serviço pela primeira vez pela Scandinavian Airlines System (SAS) em março de 1968.
- DC-9-50: A Série 50 foi a maior versão do DC-9 para entrar no serviço aéreo. Possui um trecho de fuselagem de 8,4 pol. (2,49 m) e acomoda até 139 passageiros. Entrou em serviço em agosto de 1975 com a Eastern Airlines e incluiu uma série de melhorias detalhadas, um novo interior de cabine e motores JT8D-15 ou -17 mais potentes nas classes 16.000 e 16.500 lbf (71 e 73 kN). A McDonnell Douglas entregou 96, todos como o Modelo -51. Algumas indicações visuais para distinguir esta versão de outras variantes do DC-9 incluem estrias laterais ou aletas abaixo das janelas da cabine lateral, defletores de pulverização na engrenagem do nariz e inversores de empuxo angulares para 17 graus em comparação com a configuração original. A modificação do reversor foi desenvolvida pela Air Canada para sua aeronave anterior e adotada pela fabricante como um recurso padrão na série 50. Ela também foi aplicada a muitos DC-9s anteriores durante a manutenção regular.

## Legado
O conceito de aeronave bimotora projetada para atender principalmente os mercados de aviação regional e doméstica, com os motores fixados no cone de cauda, parecido com os conceitos dos antigos bimotores Sud-Aviation Caravelle e BAC-1-11, foi utilizado posteriormente  como exemplo pela Bombardier, Embraer e Fokker para dar origem aos modelos da séries CRJ e ERJ, e também para o Fokker F28, Fokker 70 e Fokker 100. A União Soviética (atual Rússia), em resposta a produção do DC-9, introduz o Tupolev TU-134 em 1967.
O DC-9 também deixou um legado de aeronaves, sendo que a última delas, o Boeing 717, foi produzida até 2006. As aeronaves derivadas do DC-9 são o MD-82, MD-83, MD-87, MD-88, MD-90, MD-95 e Boeing 717.

## Acidentes e incidentes
O McDonnell Douglas DC-9 esteve envolvido em vários acidentes. Em junho de 2018, a aeronave esteve envolvido em 276 ocorrências, incluindo 145 acidentes com perda de casco ,com 3.697 mortes combinadas. Alguns deles são: 
- Voo West Coast Airlines 956 em 1º de outubro de 1966, caiu com dezoito fatalidades e nenhum sobrevivente. Este acidente marcou a primeira perda de um DC-9.
- Voo VIASA 742 em 16 de março de 1969, caiu perto de Maracaíbo na Venezuela e matou todos os 84 ocupantes mais 71 em solo.
- Voo Southern Airways 932 em 14 de novembro de 1970 que matou todos os 75 ocupantes perto de Hutington.
- Voo Southern 242 em 4 de abril em 1977 que caiu em New Hope, Condado de Paudling (Geórgia), matando 59 dos 81 ocupantes mais 9 pessoas em solo (22 pessoas que estavam a bordo sobreviveram).
- Voo Aerolinee Itavia 870 em 27 de junho de 1980, um DC-9-15, explodiu no ar e caiu no Mar Tirreno perto da ilha italiana de Ustica. Todas as 81 pessoas a bordo foram mortas. A causa tem sido objeto de uma controvérsia de décadas, com uma bomba terrorista a bordo segundo a AAIB ou derrubado durante uma operação militar segundo o governo italiano.
- Desastre de Cerritos em 31 de agosto de 1986, o avião que vinha do Aeroporto da Cidade do México acabou colidido com um Piper Cherokee que invadiu o espaço aéreo do LAX quando estava voando para Big Bear Lake e matou todas as 82 pessoas a bordo incluindo 15 em solo em Cerritos.
- Voo ValuJet Airlines 592 em 11 de maio de 1996, matou todas as 110 pessoas a bordo no Parque Nacional Everglades.